# استن کنتون
استنلی نیوکام "استن" کنتون (به انگلیسی: Stanley Newcomb "Stan" Kenton) (زادهٔ ۱۵ دسامبر ۱۹۱۱ – درگذشتهٔ ۲۵ اوت ۱۹۷۹) نوازندهٔ پیانو، خواننده و رهبر ارکستر نوآور جاز اهل آمریکا بود. وی همچنین در زمینه آموزش موسیقی جاز هم پیشگام بود و کمپ جاز استن کنتون را در سال ۱۹۵۹ در دانشگاه ایندیانا راه‌اندازی کرده بود.

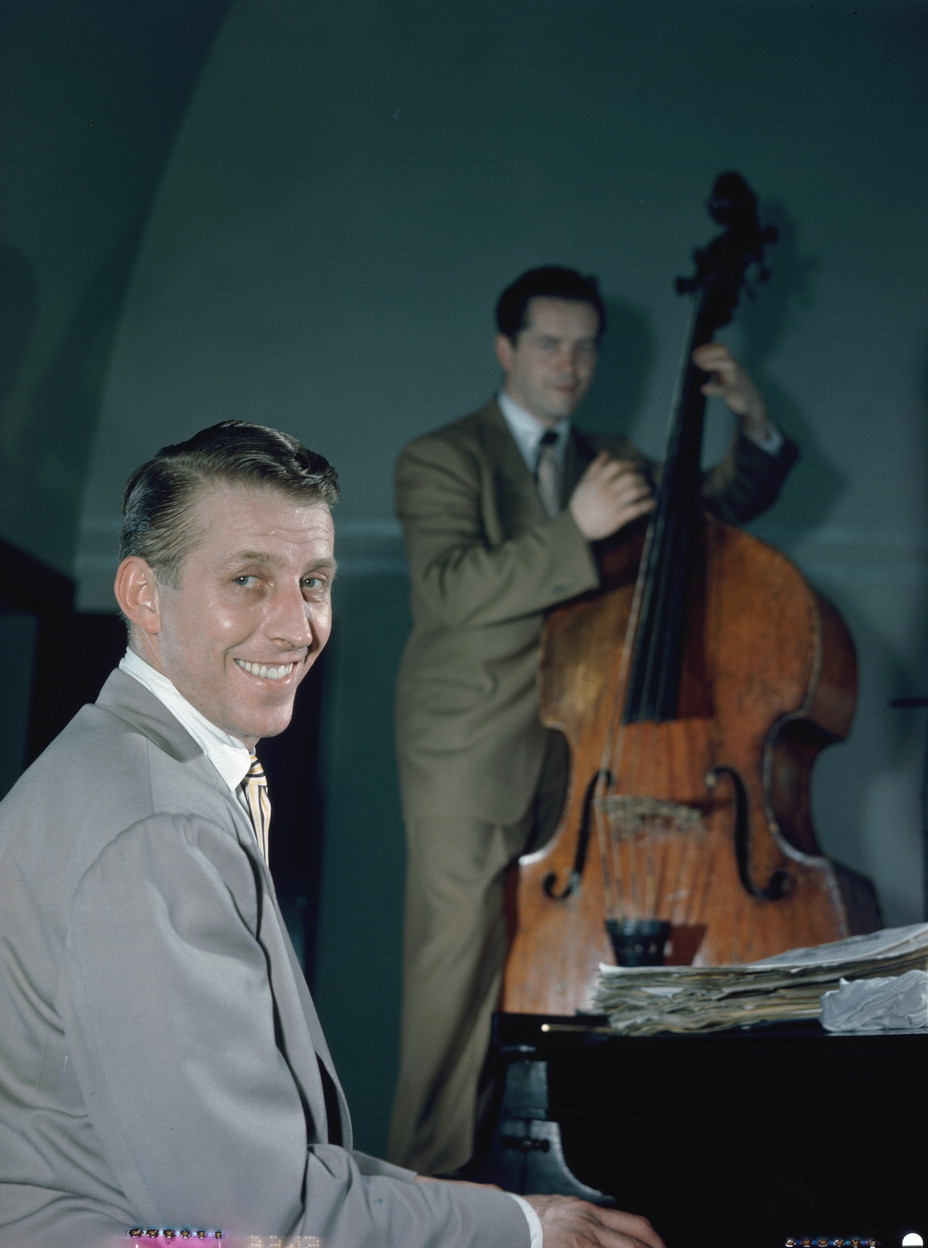